# Стиклер синдром
Стиклер синдром (наследствена прогресивна артро-офталмопатия) е част от група генетични болести, засягащи съединителната тъкан, в частност колагена. Стиклер синдром е подвид на колагенопатиите, типове 2 и 11 . Стиклер синдром се характеризира с отличаващи се лицеви абнормалности, очни проблеми, загуба на слух и проблеми със ставите. Болестта е проучвана и описана за първи път от Gunnar B. Stickler през 1965 г.

## Типове
Генетичните промени са свързани със следните типове на Стиклер синдрома: 
- COL2A1 (75% от случаите със синдрома)
- COL11A1
- COL11A2 (без очни проблеми)
- COL9A1 (рецесивен вариант)

Спорно е дали има 2 или 3 типа на Стиклер синдрома. Всеки тип тук коренспондира със съответния засегнат ген.
Класификацията на тези състояния подлежи на динамична промяна според изводите от новите проучвания. 

## Симптоми
Хора със Стиклер синдром изпитват различни по тежест и обхват симптоми. Някои пациенти нямат никакви оплаквания, други имат само част от характерните признаци и симптоми, описани по-надолу. Освен това, всеки симптом на това заболяване може да варира по тежест.
Характерна черта на Стиклер синдром е, че лицето изглежда някак плоско. Това се дължи на недоразвитие на костите, изграждащи средната част на лицето, вкл скулите и основата на носа. Група от физически характеристики, обобщени в синдром на Пиер Робин (Pierre Robin sequence) е чест при деца със Стиклер синдром. Синдром на Пиер Робин включва U-образно или понякога V-образно несрастване на небцето; език, който е твърде голям за устната кухина, която е формирана от твърде малка долна челюст (мандибула). 
Деца с несрастнато небце са склонни да развиват ушни инфекции и имат затруднения при преглъщането.
Много хора, носители на колагенопатията имат миопия (късогледство), поради формата на очната си ябълка. Хора с офталмологични проблеми са склонни да имат повишено вътреочно налягане, което може да доведе до глаукома и отлепване на ретината. Катаракта също може да се развие като очно усложенение, свързано със Стиклер синдрома. Стъкловидното тяло на окото има характерен изглед при Стиклер синдрома, подвидове COL2A1 и COL11A1. Всички тези очни проблеми са причина редовните прегледи при офталмолог да са силно препоръчителни. Типовете на Стиклер синдрома, асоциирани с генетичен дефект на COL11A2 гена не водят до засягане на очите. 
Хора с този синдром могат да имат проблеми, които засягат очите и ушите. Артити, абнормалности на прешлените, сколиоза, болки в ставите и други – всички тези проблеми се срещат при този синдром . Характереният лицев дизморфизъм при синдром на Стиклер включват плоски скули и основа на носа, малка горна челюст (максила), малка долна челюст (мандибула), добре оформен филтрум, несрастване на небцето като последните състояния имат тенденция да се подобряват с възрастта или имат възможност за хирургична корекция.
Друг признак на Стиклер синдрома е леката до пълна загуба на слуха, при част от засегнатите тя може да е прогресивна. Ставите на засегнатите деца могат да бъдат свръхподвижни. Артритът често се развива и то още в ранна възраст. Трудности в обучението, вследствие нарушен слух или зрение, също се наблюдава и затова се изисква специална среда или асистенство. По правило – нормален коефициент на интелигентност.

## Причини
Смята се, че синдромът възниква след мутация на няколко колагенови гена по време на развитието. Болестта е автозомно доминантна, половонезависима. Шансът човек да предаде синдрома към детето си е 50 %. Има 3 варианта на Стиклер синдром-всеки асоцииран с ген за колановата биосинтеза. Причина за синдрома се приема метаболитният дефект, засягащ хиалуроновата киселина и колаген тип 2. 

### Генетика
Мутация в гените COL11A1, COL11A2 и COL2A1 води до развитие на Стиклер синдром. Тези гени са въвлечени в продукцията на тип 2 и тип 11 колаген. Колагените са сложи белтъчни молекули, които осигуряват структура и сила на съединителната тъкан. Мутациите в кой да е от тези гени нарушава продукцията, процесинга или сгобяването на колаген тип 2 или тип 11. Дефектни колагенови молекули или намалено количество на нормален колаген нарушават развитието на костите и други съединителнотъканни структури, което води до характерните симптоми на Стиклер синдрома. 
Възможно е мутации в още неоткрити гени също да причиняват Стиклер синдром, защото не при всички индивиди с това състояния са открити мутации в горепосочените 3 гена.

## Лечение
Лечението включва орална и лицево-челюстна хирургия, консултации с офталмолог, ревматолог; оториноларинголог, както и други тесни специалисти.

## Епидемиология
около 1 /10 000 души.
Стиклер синдромът засяга 1 на 7500 до 9000 новородени.

## История
Учени асоциирани с откритието на синдрома:
- B. David (medicine)
- Gunnar B. Stickler
- G. Weissenbacher
- Ernst Zweymüller